# OScar

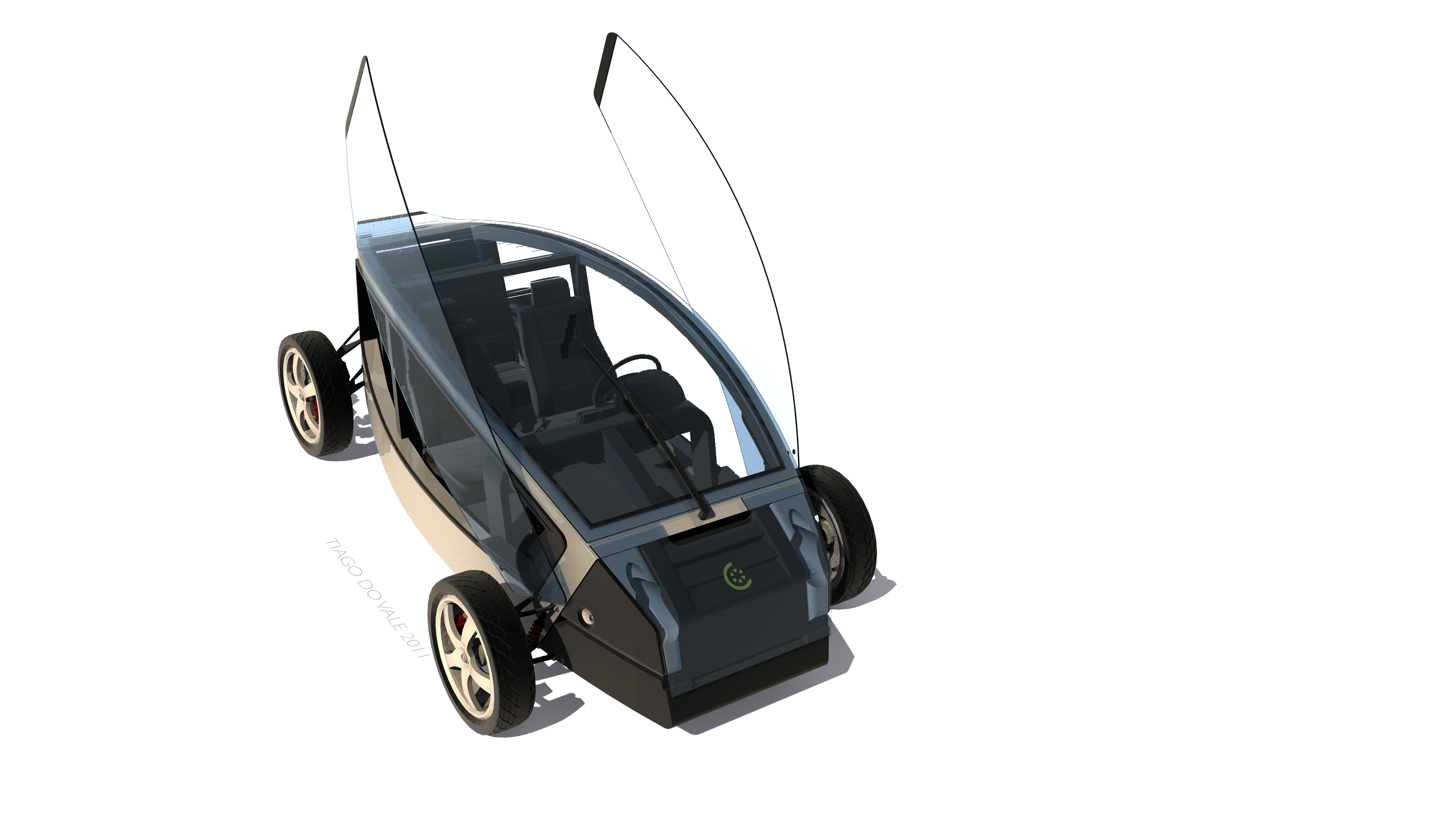
Jedna z propozycji projektu

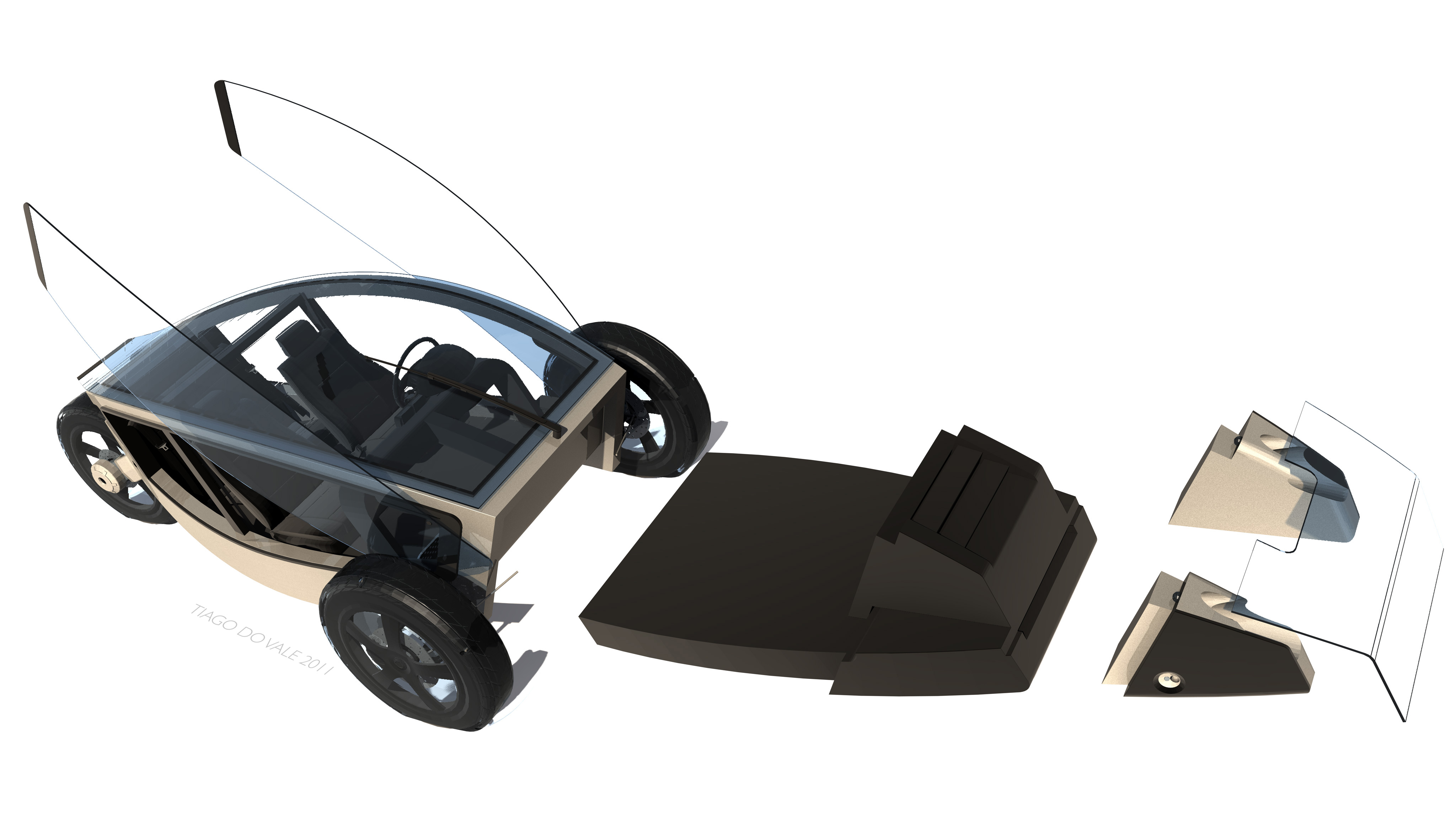
Budowa modułowa

OScar (ang. open source car) – pierwsza próba stworzenia projektu kompletnego samochodu opartego na zasadach open source.
Celem projektu nie jest stworzenie złożonego, opartego na najnowszych technologiach pojazdu, a raczej prostego i funkcjonalnego, który będzie odpowiadał podstawowym potrzebom. W związku z brakiem patentów, każda fabryka będzie mogła rozpocząć produkcję tego samochodu bez uiszczania opłat licencyjnych.